# Хајку-Паувела (Хаваји)
Хајку-Паувела (енгл. Haiku-Pauwela) насељено је место за статистичке потребе у америчкој савезној држави Хаваји. По попису становништва из 2010. у њему је живело 8.118 становника.

## Демографија
Према попису становништва из 2010. у граду је живело 8.118 становника, што је 1.540 (23,4%) становника више него 2000. године.
| Група             | 2000.         | 2010.         |
| Белци             | 3.545 (53,9%) | 4.489 (55,3%) |
| Афроамериканци    | 34 (0,5%)     | 27 (0,3%)     |
| Азијати           | 667 (10,1%)   | 659 (8,1%)    |
| Хиспаноамериканци | 544 (8,3%)    | 889 (11,0%)   |
| Укупно            | 6.578         | 8.118         |